# Karl Daxbacher
Karl Daxbacher (Statzendorf, 15 aprile 1953) è un allenatore di calcio ed ex calciatore austriaco, di ruolo centrocampista.

## Carriera

### Nazionale
Il 30 aprile 1972 esordisce in Austria-Malta (4-0).

## Palmarès

### Club

#### Competizioni nazionali
- Campionato austriaco: 7

Austria Vienna: 1975-1976, 1977-1978, 1978-1979, 1979-1980, 1980-1981, 1983-1984, 1984-1985
- Coppa d'Austria: 4

Austria Vienna: 1973-1974, 1976-1977, 1979-1980, 1981-1982

### Club

#### Competizioni nazionali
- Erste Liga: 2

Sankt Pölten: 2015-2016
Wacker Innsbruck: 2017-2018